# Free Air
Free Air es una novela escrita por Sinclair Lewis y publicada en 1919. Esta obra, precursora de las novelas sobre viajes por carretera en Estados Unidos, narra un fascinante recorrido en automóvil desde Nueva York hasta el Noroeste del Pacífico. La historia se desarrolla en una época en la que los vehículos confiables y las autopistas interestatales aún no eran comunes.

## Contexto
La novela se presenta en un momento crucial de la historia estadounidense, capturando la emoción y la libertad que los viajes por carretera introdujeron a principios del siglo XX con la invención del automóvil. Publicada un año antes de la aclamada novela de Lewis, Main Street, Free Air destaca por su simplicidad narrativa, permitiendo a Lewis exhibir su ingenio y expresar su admiración por la clase trabajadora y los valores democráticos.

## Argumento
Free Air sigue la travesía de Claire Boltwood, una joven adinerada de Nueva York, que emprende un viaje en automóvil hacia el Noroeste del Pacífico. A lo largo del camino, Boltwood se enamora de un mecánico automotriz, despidiéndose de su vida de comodidades y privilegios. La trama destaca la aventura y la libertad inherentes a los viajes por carretera, proporcionando un vistazo a los pintorescos paisajes de Estados Unidos.

## Temas
Free Air aborda temas fundamentales, como la aventura, la libertad y la transformación personal durante los viajes. Estos temas resuenan en otras obras de Lewis y contemporáneos, destacando la influencia del contexto histórico en la creación de la novela.

## Adaptaciones

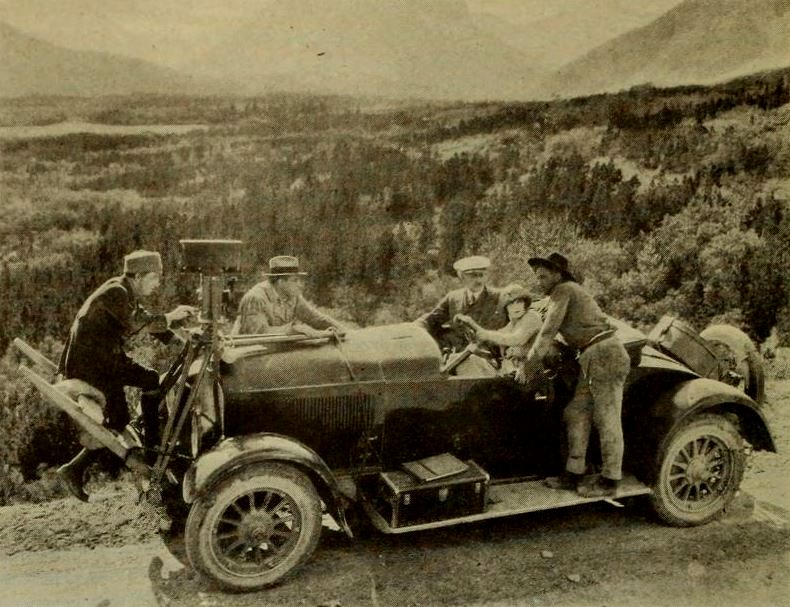
Imagen de la producción de la película Free Air con el director de cine Edward H. Griffith (apoyado en el automóvil), George Pauncefort como pasajero y Marjorie Seaman al volante

La novela fue adaptada al cine mudo en una película homónima en 1922, con Tom Douglas como Milt Daggett y Marjorie Seaman como Claire Boltwood. La película capturó la esencia cómico-dramática de la obra, llevando la odisea automovilística a la pantalla grande.

### Aparición enBoardwalk Empire
La influencia de Free Air se extiende más allá de la literatura, llegando incluso a la pantalla chica. En la serie de televisión Boardwalk Empire, ambientada en los primeros días de la mafia en Atlantic City, el libro tiene un momento destacado. La cámara se detiene en una copia de época de Free Air durante la primera temporada. Este detalle atento a la época subraya la importancia cultural de la novela en ese contexto.